# Volociximab
Il volociximab, noto anche come M200, è un anticorpo monoclonale di tipo chimerico: parte della macromolecola è infatti di origine murina e la porzione restante è di origine umana. Sviluppato dalle case farmaceutiche Biogen e PDL BioPharma come potenziale terapia per svariate neoplasie solide, è in grado di legarsi al recettore per la fibronectina, chiamato anche integrina α5β1. Sembra in grado di ridurre l'estensione delle metastasi tumorali e, in particolare, ne è stato studiato l'uso in pazienti con carcinoma a cellule renali.